# Aciphylla spedeni
Aciphylla spedeni är en flockblommig växtart som beskrevs av Thomas Frederic Cheeseman. Aciphylla spedeni ingår i släktet Aciphylla och familjen flockblommiga växter. Inga underarter finns listade i Catalogue of Life.